# SSC Aero
SSC Ultimate Aero TT je supersportovní automobil americké výroby s motorem uprostřed vyráběný firmou Shelby Supercars. Vysokovýkonnostní limitovaná edice se dříve nacházela v Guinnessově knize rekordů jako nejrychlejší produkční auto světa (dosaženo roku 2010 automobilem Bugatti Veyron Supersport) s dosaženou rychlostí 412,29 km/h. Tato rychlost byla naměřena při zkouškách 13. září 2007 ve West Richlandu ve Washingtonu v USA a ověřeno pro Guinnessovu knihu rekordů 9. října 2007. Tato rychlost však nemá nic společného s potenciálem tohoto vozu. SSC odhadovalo, že novější, výkonnější a lehčí 2009 Ultimate Aero TT dosáhne nejvyšší rychlosti přes 480 km/h.
SSC Ultimate Aero nemá pomocné elektronické systémy jako ABS a ASR. Disponuje dvakrát přeplňovaným vidlicovým osmiválcem o objemu 6,35 litru, který má výkon 1199 koní (882 kW) a točivý moment 1357 Nm. Hmotnost tohoto vozu je 1250 kg. Je třikrát levnější než Bugatti Veyron, stojí 585 000 USD.[zdroj⁠?!]